# Sportanlage Randenblick
Lo Sportanlage Randenblick  è il campo sportivo della città di Neunkirch, Canton Sciaffusa in Svizzera.
Il campo sportivo ospita le partite casalinghe del F.C. Neunkirch (3. Lega e giovanili maschili) e della squadra femminile del F.C. Neunkirch.
Il campo, oltre alla sede, non dispone di una struttura coperta e/o gradinate per gli spettatori; la capienza dell'impianto è perciò limitata a circa 1 000 paganti.